# Paranoid (singel Black Sabbath)
Paranoid – singel brytyjskiego zespołu muzycznego Black Sabbath, wydany w 1970 i promujący drugi album studyjny zespołu o tym samym tytule z września 1970. Utwór napisali członkowie grupy, czyli Geezer Butler, Tony Iommi, Ozzy Osbourne i Bill Ward.
"Paranoid" opowiada o człowieku znajdującym się w ciężkiej depresji. Bohater utworu nie potrafi przystosować się do rzeczywistości. Szczęście jest wciąż poza jego zasięgiem, rzeczy, które innym ludziom sprawiają radość doprowadzają go do płaczu. Jest nieustannie przygnębiony, kompletnie nie wie, jak może wyzwolić się z prześladująch go depresyjnych myśli. Jego życie jest pasmem nieszczęść, zatracił całkowicie zdolność do odczuwania szczęścia.
Singel osiągnął sukces komercyjny, docierając do czołowych miejsc wielu europejskich list przebojów, m.in. do pierwszego miejsca na Top 100 Singles, drugiego miejsca na Dutch Single Top 100 i Singles Top 100 oraz trzeciego na Ö3 Austria Top 40 i czwartego na rodzimej UK Singles Chart. Dotarł też do 54. miejsca na Canadian Singles Chart i 61. miejsca na Billboard Hot 100.
W Polsce nagranie uzyskało status złotej płyty.